# 布拉德福德 (愛荷華州)
布拉德福德是一個位於美國愛荷華州富蘭克林縣的普查規定居民點。在2010年美國人口普查中人口為99。布拉德福德在1906年被測量。